# Lapoutroie
Lapoutroie település Franciaországban, Haut-Rhin megyében. Lakosainak száma 1872 fő (2022. január 1.). Lapoutroie Labaroche, Orbey, Le Bonhomme, Sainte-Marie-aux-Mines, Fréland és Kaysersberg-Vignoble községekkel határos.

## Népesség
A település népességének változása:
| Lakosok száma | 1894 | 1894 | 1941 | 1908 | 1885 | 1871 | 1851 | 1862 | 1872 |
|               | 2013 | 2015 | 2016 | 2017 | 2018 | 2019 | 2020 | 2021 | 2022 |